# Апарат штучного кровообігу

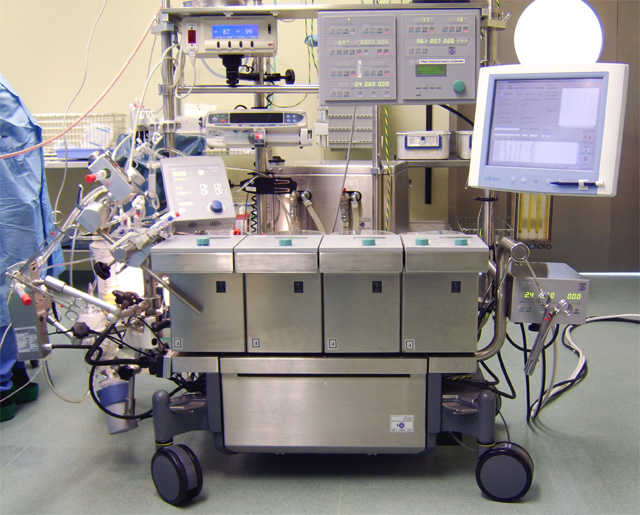
Апарат штучного кровообігу в операційній залі.

Апарат штучного кровообігу (АШК) (англ. Heart-lung bypass machine) — спеціальне медичне обладнання для забезпечення штучного кровообігу під час кардіохірургічних операцій.

## Історія
| 1953 | Джон Хейшам Гібон (John Gibbon). |
| 1958 | Відомий радянський та український кардіохірург Микола Михайлович Амосов вперше розробив АШК в УРСР та почав застосовувати його у дослідах на собаках. |
| 1960 | Миколою Амосовим була вперше виконана вдала операція (радикальна корекція Тетради Фалло) із застосуванням АШК.                                        |

## Використання АШК у кардіохірургії
- Коронарне шунтування
- Пластика або протезування серцевих клапанів (Пластика аортального клапана, Протезування аортального клапана, Пластика мітрального клапана, Протезування мітрального клапана, Пластика трикуспідального клапана, Протезування трикуспідального клапана)
- Операції при вроджених вадах серця (Аномалія Ебштейна, Атріосептальний дефект, Атріовентрикулярний септальний дефект, Вентрикулосептальний дефект, Подвійне відходження магістральних судин від правого шлуночку,Тетрада Фалло, Транспозиція магістральних судин, Синдром гіпоплазії лівих відділів серця)
- Трансплантація (Трансплантація серця, Трансплантація легень, Трансплантація комплексу серце-легені)
- Операції при захворюваннях аорти (Аневризма аорти, Диссекція аорти)